# Gatunella linearis
Gatunella linearis är en insektsart som först beskrevs av Rehn, J.A.G. 1905.  Gatunella linearis ingår i släktet Gatunella och familjen vårtbitare. Inga underarter finns listade i Catalogue of Life.